# Deba
Deba é um município da Espanha na província de Guipúscoa, comunidade autónoma do País Basco, de área 51,54 km² com população de 5367 habitantes (2007) e densidade populacional de 104,45 hab/km².

## Demografia
| Variação demográfica do município entre 1991 e 2004 | Variação demográfica do município entre 1991 e 2004 | Variação demográfica do município entre 1991 e 2004 | Variação demográfica do município entre 1991 e 2004 |
| --------------------------------------------------- | --------------------------------------------------- | --------------------------------------------------- | --------------------------------------------------- |
| 1991                                                | 1996                                                | 2001                                                | 2004                                                |
| 5012                                                | 5042                                                | 5185                                                | 5259                                                |